# Starigrad (Zadar)
Pour les articles homonymes, voir Starigrad et Stari Grad.
Starigrad (en italien : Ortopula) est un village et une municipalité située dans le comitat de Zadar, en Croatie. Au recensement de 2001, la municipalité compte 1 893 habitants, dont 95,51 % de Croates et le village seul compte 1 100 habitants.
Starigrad se situe aux pieds du mont Velebit et à proximité du parc national de Paklenica.

## Localités
La municipalité de Starigrad compte trois localités :
- Seline
- Starigrad
- Tribanj